# Delta del Volga

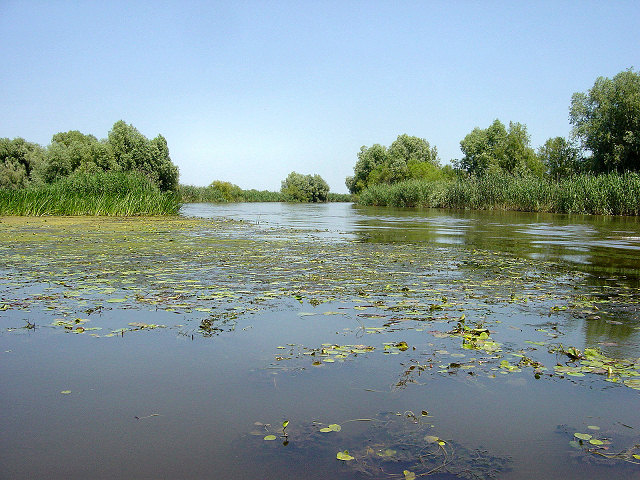
El delta del Volga es el único lugar de Rusia donde pueden encontrarse pelícanos, flamencos y lotos.

El delta del Volga (del ruso: Дельта Волги) es el delta fluvial más grande de Europa, y se produce cuando el mayor sistema fluvial de Europa, el río Volga desemboca en el mar Caspio en el óblast ruso de Astracán, al noreste de la república de Calmuquia. El delta se encuentra en la depresión del Caspio, la parte oriental más lejana del delta queda dentro de Kazajistán. El delta desemboca en el Caspio aproximadamente 60 km corriente al sur de la ciudad de Astracán.
El delta del Volga ha crecido significativamente a lo largo del siglo XX debido a los cambios en los niveles del mar Caspio. En 1880, el delta tenía una superficie de 3.222 km². Hoy el delta del Volga se extiende por una superficie de 27.224 km² y tiene aproximadamente 160 km de ancho. Tiene una forma clásica de delta. Se encuentra en la zona de clima árido, caracterizado por muy poca lluvia. La región recibe menos de una pulgada de lluvia en enero y en julio en años normales. Los fuertes vientos a menudo barren el delta y forman dunas lineales. A lo largo del frente del delta, se encuentran bajíos fangosos de arena, marismas y bancos de coquina.
El nivel cambiante del mar Caspio ha dado como resultado tres zonas distintas en el delta. Las zonas más altas de la primera zona se les llama "montículos de Behr," que son crestas lineales de arenas arcillosas que tiene una longitud variada, entre 400 m y 10 km, y una media de 8 metros de alto. Entre los montículos de Behr hay depresiones que se llenan de agua y se convierten en bahías saladas o dulces. La segunda zona, en el delta propiamente dicho, generalmente hay muy poco relieve (normalmente menos de un metro), y es el lugar donde se encuentran canales de agua activos y abandonados, pequeñas dunas y llanuras de algas. La tercera zona está compuesta por una amplia plataforma que se extiende hasta 60 km mar adentro, y es la parte submarina del delta.
El delta ha sido protegido desde principios del siglo XX, con una de las primeras reservas naturales de Rusia (la Reserva natural de Astracán; en ruso, Астраханский заповедник, Astrajanski zapovédnik) que se estableció en el año 1919, pero la mayor parte de la fauna local se considera que está en peligro. El delta es una zona de paso de aves acuáticas, depredadoras y paseriformes. Aunque el delta es conocido sobre todo por sus esturiones, también se encuentran en gran número peces gato y carpas en la región del delta. Una parte de la región (800.000 hectáreas) fue declarada el 11 de octubre de 1976 como «water and wetlands areas of international significance» según el Convenio de Ramsar (n.º. ref. Ramsar 111).
Se ha adoptado el loto como símbolo de la bandera de los calmucos, puesto que es un símbolo venerado en sus creencias budistas tibetanas - son el único pueblo europeo de origen mongol (Oirat).
La modificación industrial y agrícola de la llanura del delta ha dado como resultado grandes pérdidas de humedal. Entre 1984 y 2001, el delta perdió 277 km² de humedal, o una media de aproximadamente 16 km² al año, por causas naturales y debido a la acción del hombre. El Volga descarga una gran cantidad de residuos industriales y sedimentos a la parte norte, relativamente poco profunda, del mar Caspio. Los fertilizantes añadidos nutren la floración de algas que crecen en la superficie del mar, permitiéndoles ser más grandes.